# Tercer mundo
El término tercer mundo fue acuñado por el economista francés Alfred Sauvy en 1952, mediante un paralelismo con el término francés Tercer Estado, para designar a los países que no pertenecían a ninguno de los dos bloques que estaban enfrentados en la Guerra Fría, el bloque occidental (Estados Unidos, Europa Occidental, Japón, Canadá, Corea del Sur, Australia, Nueva Zelanda y sus aliados) y el bloque comunista (Unión Soviética, Europa Oriental, China, Cuba y Corea del Norte). Actualmente, de manera anacrónica (el «segundo mundo» del «bloque socialista» ha desaparecido como concepto), el término se utiliza, de manera poco precisa, para referirse a los países periféricos subdesarrollados o «en vías de desarrollo», en contraste a los países desarrollados; en este último sentido actual, el término se emplea a veces para referirse en bloque a todos los países no desarrollados, y en ocasiones, para referirse solo a los que registran los peores índices de desarrollo de gran atraso económico-social, como el analfabetismo, el hambre, la delincuencia, las carencias hospitalarias y de salud pública, las viviendas y servicios sanitarios precarios, una escasa expectativa de vida, etc. Según el DRAE, el tercer mundo es el conjunto de países menos desarrollados económica y socialmente.
Entre las características comunes figuran el tener una base económica mayormente agraria, la exportación de materias primas, una economía endeudada con los países más industrializados (usualmente con los de primer y segundo mundo) y escasa infraestructura. En materia de decisiones internacionales los países del tercer mundo, aún congregando a la mayoría de las naciones independientes y de la población mundial, cumplen un papel secundario y, en ocasiones subordinado, respecto del que tienen las naciones más poderosas. Algunos bloques de países creados a partir de la década de 1981 para hegemonizar las decisiones mundiales, como el G-7, posteriormente el G-8 y el G20 (este último es el que predomina en los inicios del siglo XXI), se relacionan indirectamente con la idea de manejar las economías del «tercer mundo» y de la toma de decisiones globales. Regiones como Latinoamérica y el Sudeste Asiático, y continentes como África, poseen la mayoría de los países catalogados en el concepto de tercer mundo.

## Historia del término

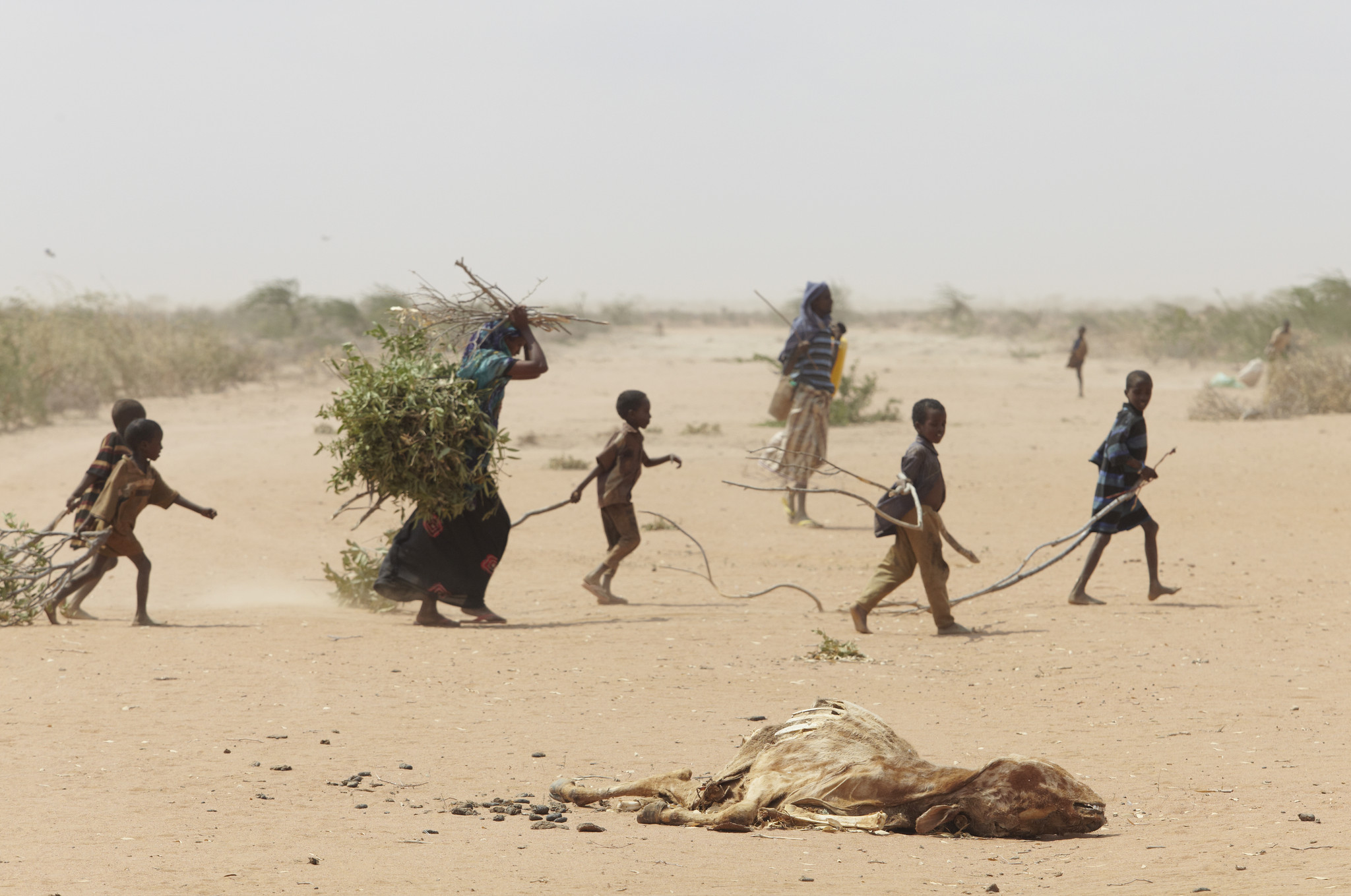
Algunos países de África se encuentran en un estado crítico de pobreza, por lo que han sido denominados los países del «cuarto mundo».

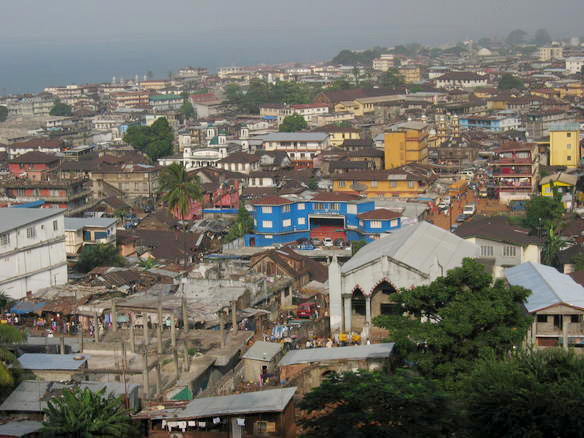
Vista de Freetown, capital de Sierra Leona en África. Al ser los países del Sur, los más subdesarrollados se usa comúnmente el término «Países de sur» o «el sur subdesarrollado». África junto con Latinoamérica, el Caribe y Asia concentran la gran mayoría de países subdesarrollados.

El economista francés Alfred Sauvy utilizó el término «tercer mundo» (en el original «tiers monde») en un artículo titulado «Tres mundos, un planeta» publicado en la revista francesa L'Observateur el 14 de agosto de 1952. Asimilándolo al tercer Estado de la Revolución francesa, Sauvy llamó la atención sobre la existencia de un tercer mundo, «el más importante», de los países subdesarrollados, explotados y olvidados, al que el primer mundo capitalista y el segundo mundo comunista no prestaban atención. Hay que aclarar que, en francés, tiers monde significa tercer mundo en el sentido de tercero en una clasificación y no tercero a la hora de contar del uno al tres (troisième y tiers son sinónimos).
En agosto de 1967 un grupo de obispos de diversas partes del mundo firmaron el Manifiesto de los Obispos del Tercer Mundo.
El término se generalizó durante la Guerra Fría, cuando algunos países se calificaron a sí mismos como pertenecientes al tercer mundo, debido a que no estaban alineados ni con la OTAN ni el Pacto de Varsovia. El término primer mundo se refería a Estados Unidos y sus aliados en la Guerra Fría, mientras que el segundo mundo estaba formado por el Bloque del Este —desaparecido después de 1991—.
A partir de la década de 1960 el término fue utilizado con dos alcances semánticos: a) un significado estratégico que expresaba una postura de no alineación en la Guerra Fría detrás de ninguna de las dos superpotencias enfrentadas, que se correspondió también con la expresión "países no alineados"; b) un significado económico-social que expresaba la gran asimetría en términos de condiciones de vida entre los países enfrentados en la Guerra Fría y el resto del mundo, que se correspondió con la expresión "Norte-Sur".
Algunos miembros del «tercer mundo» original fueron Yugoslavia, India y Egipto. Algunos países del tercer mundo creían que podrían desarrollarse sin la influencia de los países comunistas y capitalistas siguiendo sus propios métodos sin caer bajo la influencia directa de estos. Después de la Segunda Guerra Mundial los países del primer y segundo mundo lucharon por expandir sus respectivas esferas de influencia al tercer mundo. Los servicios de inteligencia y militares de Estados Unidos y la Unión Soviética trabajaron ambos secretamente intentando influir en los gobiernos del tercer mundo, con resultados variados.
Hay una serie de países que no entraban de forma clara en ninguna de las definiciones de primer, segundo y tercer mundo. Estos países incluían a Suiza, Suecia e Irlanda, países europeos que eligieron ser neutrales. Finlandia estuvo bajo influencia soviética por su cercanía a la URSS, pero no era comunista, ni era miembro del Pacto de Varsovia. México, a pesar de ser vecino de Estados Unidos y ser influido por ello, no era miembro de la OTAN, y casi no apoyó las políticas de este. Austria se encontraba bajo influencia estadounidense, pero en 1955, cuando el país volvió a ser de nuevo una república completamente independiente, lo consiguió bajo la condición de mantenerse neutral. Ninguno de estos países fueron definidos como Tercer Mundo a pesar de su no-alineamiento.
En América Latina, si bien hubo una fuerte injerencia de Estados Unidos sobre todo en las décadas de los 50 y 60, los modelos económicos predominantes en esos países se destacaron por un fuerte estatismo incluso bajo gobiernos de derecha, a lo que se agregaron políticas internacionales en apoyo de esta tendencia (como, por ejemplo, la de sustitución de exportaciones impulsada por la CEPAL).[cita requerida]
En los años 70 y 80, el líder chino Mao Tse-Tung elaboró una teoría que sería conocida como la teoría de los tres mundos, la cual difiere de la desarrollada por Sauvy por el hecho de que se basa en el PIB de las naciones así como su poderío para clasificarlas, sin hacer distinciones ideológicas entre ellas.[cita requerida] Esta se empezaría a hacer popular a mediados de los setenta, de la mano del líder Deng Xiaoping, sobre todo dentro de círculos maoístas.
Con la caída de la Unión Soviética en 1991, el término segundo mundo dejó de usarse. 
Por su parte, desde la finalización de la Guerra Fría, el término tercer mundo ha cambiado su significado original hasta ser sinónimo de países con pobre infraestructura o países periféricos.[cita requerida]

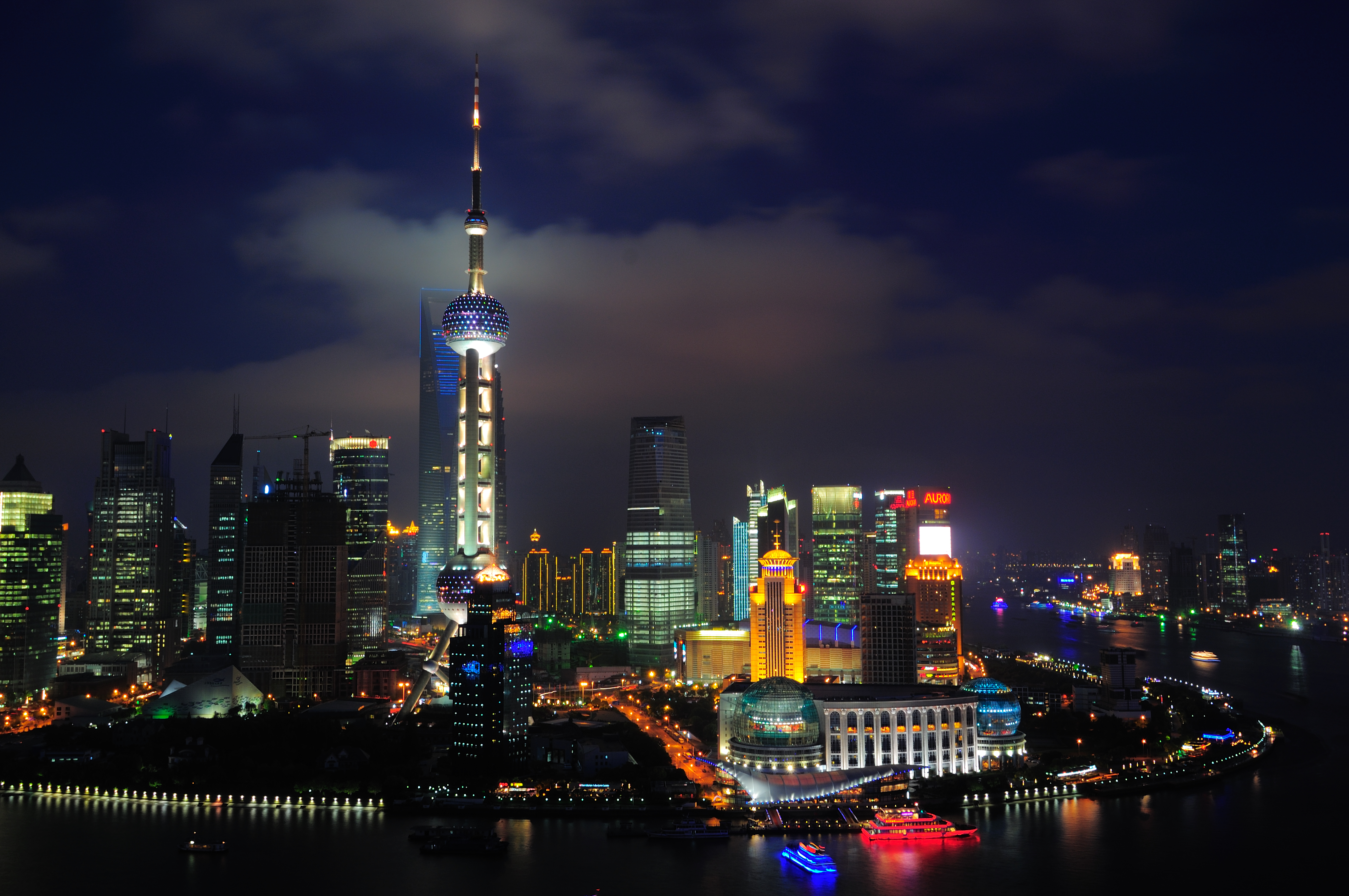
Vista de Shanghái.
China ha sido considerada históricamente país del tercer mundo, aunque su crecimiento en los últimos años ha hecho que cada día se vaya acercando más a las condiciones de país desarrollado.

Ha aparecido también el término cuarto mundo para referirse a las personas que viven en pobreza extrema o grupos marginales, tanto en el primer como en el tercer mundo. También es usado a veces para describir países extremadamente pobres sin ninguna infraestructura industrial o como sinónimo de «los países menos desarrollados». 
Más recientemente ha vuelto a aparecer el término segundo mundo para referirse a los países como Rusia y los demás países que formaban parte de la URSS.[cita requerida]
Algunos estudiosos sostienen que el término tercer mundo es obsoleto debido a que es un arcaísmo que describe una situación internacional de poder y estructura que existía después de la Segunda Guerra Mundial. Otros estudiosos por contrario, sostienen que, terminada la Guerra Fría entre los dos primeros mundos, la problemática del tercer mundo pasó a primer plano; en este sentido se utiliza ampliamente el concepto de «el Sur», «países del Sur» o «Sur global».[cita requerida] El álbum El Sur también existe (1985), del cantante catalán Joan Manuel Serrat sobre poemas del uruguayo Mario Benedetti, expresa esta visión del término.
Finalmente se ha alertado sobre una falsa generalización actual[cita requerida], al suponer que el tercer mundo carece de infraestructura industrial, ya que muchos países que se consideran parte del tercer mundo, como China y otros países del sudeste asiático, son en algunas zonas tan o más tecnológicamente avanzados como muchos países considerados del primer mundo. Lo mismo sucede con algunos países del Golfo Pérsico y Centroamérica como Costa Rica y Panamá que han superado a otros países desarrollados. Por lo tanto el término debería usarse con precaución ya que clasificar países en grupos homogéneos puede inhibir la perspectiva objetiva y los veloces cambios en curso.
En 2004, John Hobson, en su libro Los orígenes orientales de la civilización de Occidente, relacionó el término con los tres mundos en los que el pensamiento racista europeo había dividido el mundo: el primer mundo europeo de la raza blanca, el segundo mundo bárbaro de la raza amarilla y el tercer mundo salvaje de la raza negra.

## Teoría de la dependencia
Pocos años antes de la formulación del término tercer mundo por Alfred Sauvy, la Escuela Desarrollista latinoamericana desde la CEPAL formuló la llamada teoría de la dependencia utilizando para ello un modelo de análisis de la economía mundial a partir de la dualidad centro-periferia. Según el desarrollismo la economía mundial está organizada por un centro industrial que, en el comercio internacional, se beneficia sistemáticamente debido al deterioro de los términos de intercambio de los productos primarios generados por una periferia agrícola, que descapitaliza constantemente a los llamados países atrasados impidiendo su desarrollo. Por esa razón el desarrollismo sostiene que los Estados de los países periféricos deben promover activamente la industrialización como política crucial para el desarrollo.

## Postura de Schumpeter
El economista Joseph Schumpeter sostuvo que la expansión mundial de las empresas monopólicas, en perjuicio del desarrollo de los países no desarrollados, es un atavismo de estructuras políticas preindustriales, derivada de «la insensata disposición por parte del Estado hacia una expansión ilimitada y forzosa». Schumpeter sostenía que esa expansión no era una consecuencia del interés económico, sino una política de poder de las clases dominantes.
Para Schumpeter, el desarrollo y la democracia irían limitando a los monopolios económicos hasta hacerlos desaparecer.

## Tercer mundo y tecnología
Las nuevas tecnologías son esenciales en una sociedad como la existente, donde los países con el régimen de monopolizadores se encargan de suministrar a los demás esas fuentes de innovación. Existen esfuerzos e inversiones considerables de dinero, destinados a promover el uso de Internet en zonas rurales y grupos en riesgo de exclusión social o laboral, como el tercer mundo, países en regímenes de gran subdesarrollo, con características como el analfabetismo, el hambre y la precariedad en todas las áreas de la sociedad.[cita requerida]
Para muchos burócratas y Estados desarrollados, conseguir que la tecnología y su uso lleguen adecuadamente a los países más pobres y necesitados se convierte en todo un reto para obtener, en la mayoría de los casos, algún tipo de beneficio. Pero lo cierto es que la opinión pública se encuentra bastante en desacuerdo con la actitud de los mandatarios de los grandes Estados, ya que consideran que integrar Internet o la telefonía móvil en países de África o América Latina es un contrasentido, ya que, según grupos de ONG, lo primero es ayudar a esas personas pobres a obtener un trabajo, para que se puedan comprar una casa, la cual tendrá teléfono, y entonces puede que se use Internet. La ONU ha declarado recientemente que el desarrollo de las nuevas tecnologías aumenta todavía más las diferencias entre los países ricos y los del tercer mundo.